# Madeleine Dupont
Pour les articles homonymes, voir Dupont.
Madeleine Dupont, née le 26 mai 1987 à Glostrup, est une curleuse danoise. Elle est la sœur de la curleuse Denise Dupont. Elle est choisie comme porte-drapeau lors de la cérémonie d'ouverture des Jeux olympiques d'hiver de 2022.

## Carrière
Madeleine Dupont remporte aux Championnats du monde de curling la médaille d'argent en 2007 et la médaille de bronze en 2009.
Aux Championnats d'Europe de curling, elle est médaillée d'argent en 2002 et médaillée de bronze en 2008 et 2009.